# Prospektive Studie
| Kategorien von patientenorientierten Studien |
| --- |
| - beobachtende oder experimentelle Studie - Längsschnitt- oder Querschnittstudie - prospektive oder retrospektive Studie - kontrollierte oder unkontrollierte Studie |

Eine prospektive Studie (lat. prospectivus: vorausschauend) ist beispielsweise in der klinischen oder psychologischen Forschung eine Studie, die eine Hypothese zur Wirksamkeit einer Behandlungsmethode überprüfen soll. Dabei wird vorher festgelegt, welche Hypothese geprüft werden soll, und die Daten werden zielgerichtet zu diesem Zweck erhoben – im Gegensatz zur retrospektiven Auswertung bereits vorhandenen Datenmaterials.
Die Prospektivität einer Studie sagt etwas über den zeitlichen Ablauf der Hypothesenerstellung und Datenerfassung aus. Die Daten in einer solchen Studie werden nach der Hypothesenaufstellung eigens für die Prüfung der Hypothese gesammelt. Ein Vorteil ist, dass das Datenmaterial dann genau auf die Anforderungen der Studie zugeschnitten werden kann.
In einer retrospektiven Studie hingegen kann man z. B. nach Aufstellung der Hypothese vorhandene Datenbanken durchsuchen und daraus Daten entnehmen – diese passen dann evtl. nicht genau zu den Anforderungen der Studie, andererseits ist dieses Verfahren oft weniger kosten- und zeitintensiv.
Prospektive Studien lassen sich in experimentelle prospektive Studien und beobachtende prospektive Studien unterteilen. In der experimentellen Studie wird die Stärke der unabhängigen Variable und deren Zuordnung zu den einzelnen Probanden vom Untersucher in der Regel durch Randomisierung durchgeführt. In der beobachtenden Studie findet eine solche Zuteilung nicht statt.

## Beispiel
Wenn man den Effekt des Rauchens auf die Entstehung von Lungenkrebs untersuchen will, ergeben sich zwei prospektive Ansätze:
1. prospektiv beobachtend: Man fragt die Probanden, wie viel sie rauchen, ordnet sie dementsprechend in Gruppen ein und untersucht, ob sie unterschiedlich häufig einen Lungenkrebs entwickeln.
2. prospektiv experimentell: Man nimmt eine Gruppe von Probanden, teilt sie durch Randomisierung in Untergruppen auf und sagt jeder Gruppe, wie viele Zigaretten sie pro Tag rauchen soll, und untersucht dann den Zusammenhang.

Wie man sieht, ist die zweite Lösung ethisch nicht immer vertretbar, obwohl sie theoretisch die sichereren Ergebnisse erzielt, weil sie z. B. verhindert, dass es eine dritte Größe gibt, die sowohl auf die unabhängige Variable als auch die abhängige Variable wirkt.